# Felicia (planta)
Felicia es un género de plantas con flores perteneciente a la familia Asteraceae. Tiene 160 especies descritas y solo 84 aceptadas. Se encuentra en Arabia y Asia

## Taxonomía
Felicia fue descrito por  Alexandre Henri Gabriel de Cassini y publicado en Bull. Sci. Soc. Philom. Paris 1818: 165. 1818. La especie tipo es: Felicia tenella (L.) Nees. 

## Especies
- Felicia abyssinica
- Felicia aethiopica
- Felicia amelloides
- Felicia amoena
- Felicia australis
- Felicia bergeriana
- Felicia echinata
- Felicia erigeroides
- Felicia filifolia
- Felicia fruticosa
- Felicia gunillae
- Felicia heterophylla
- Felicia muricata
- Felicia namacuana
- Felicia rosulata
- Felicia uliginosa'